# Эссен, Пётр Кириллович
Граф Пётр Кири́ллович Э́ссен (1772—1844) — российский государственный и военный деятель, генерал от инфантерии; санкт-петербургский генерал-губернатор (1830—1842). Родоначальник русского дворянского рода Эссен.

## Начало военной службы
Родился 11 (22) августа 1772 года в семье лифляндских дворян голландского происхождения Кирилла Ивановича Эссена (1729—1783) и Евдокии Ивановны (ум. 1792). В пятилетнем возрасте, 23 мая 1777 года, был записан вахмистром в лейб-кирасирский полк; 1 марта 1790 года зачислен по приказу великого князя Павла Петровича в Гатчинский морской батальон поручиком, а 9 декабря 1796 года переведён в лейб-гвардии Измайловский полк и произведён в полковники 28 декабря того же года. С 14 февраля 1798 года — в генерал-майоры с назначением шефом Выборгского мушкетёрского полка.

## В войнах против Наполеона
В 1799 году участвовал в походе в Швейцарию в корпусе генерал-лейтенанта А. М. Римского-Корсакова и сражался с французами под Цюрихом, Дизенгофом и Шафгаузеном. За отличия получил чин генерал-лейтенанта (26 января 1800 года). 
По возвращении в Россию назначен выборгским военным губернатором и инспектором пехоты Финляндской инспекции. В 1802 году стал шефом Шлиссельбургского мушкетёрского полка. 
В 1806 году Эссену было поручено командовать 8-й дивизией[уточнить], с которой он участвовал в войне с французами в 1806—1807 годах. В сражении под Прейсиш-Эйлау его дивизия захватила восемь орудий, два знамени и около 1000 пленных, за что Эссен был награждён орденом Св. Георгия 3 ст.(8 апреля 1807 года). В 1808 году направлен в Молдавскую армию и сражался с турками в 1809—1811 годах. Отличился в сражениях при Журже (награждён Золотой шпагой с алмазами), Браилове (орден Св. Александра Невского), Рущуке (алмазные знаки ордена Св. Александра Невского) и Малой Слободзее (орден Св. Владимира 1-й ст.). В начале 1812 года Эссен командовал 2-м корпусом в Дунайской армии.
После начала Отечественной войны был направлен со своими войсками на усиление корпуса Ф. В. Остен-Сакена и во время перехода столкнулся с корпусами Шварценберга и Ренье под местечком Устилуг, выдержал с ними бой, отразив все атаки неприятеля и отошёл с наступлением темноты. Сражался под Горностаевичами, Березиной и Волковыском. Весной 1813 года ему было поручено сформировать 48 резервных батальонов, что он выполнил в короткое время и в августе прибыл с пополнениями к действующей армии, а затем был назначен командовать 4-й пехотной дивизией, направленной для осады Дрездена. В январе 1814 года он осадил крепость Мец, а после взятия её участвовал в сражении при Шато-Тьерри и при взятии Парижа. После окончания войны с Наполеоном командовал 27-й пехотной дивизией, а 9 апреля 1816 года был назначен начальником 4-й пехотной дивизии; 27 ноября 1816 года определён состоять по армии.

## Оренбургский губернатор
19 января 1817 года получил назначение оренбургским военным губернатором, управляющим гражданской частью, командиром отдельного Оренбургского корпуса и начальником пограничной части. 1 января 1819 года пожалован в генералы от инфантерии.
Время управления Оренбургской губернией Эссеном характеризуется усилением военного наступления на степь. На линии были увеличены военные силы, были приняты меры к мобилизации местного населения.

## Петербургский губернатор
5 февраля (по другим данным — 7 февраля) 1830 года назначен петербургским генерал-губернатором и принял энергичные меры к прекращению холерной эпидемии, за что 1 июля 1833 года получил графский титул.
Был удостоен 22 апреля 1834 года ордена Св. Андрея Первозванного, алмазные знаки которого были пожалованы ему в 1841 году. Был членом Попечительского совета заведений общественного призрения в Санкт-Петербурге (1830—1842).
В этот период:
- Определены новые городские границы.
- 30 сентября 1837 года открыта первая в России железная дорога Петербург — Царское Село.
- Установлены Александровская колонна, памятники М. И. Кутузову и М. Б. Барклаю де Толли у Казанского собора.
- Открыто Училище правоведения и основан Институт гражданских инженеров.
- В 1839 году вышел первый номер газеты «Ведомости Санкт-Петербургской городской полиции».
- Начали действовать Пулковская обсерватория, Зоологический музей.
- Организовано движение первых общественных пассажирских карет — омнибусов.

2 декабря 1842 года из-за преклонных лет был снят с губернаторской должности с оставлением членом Государственного совета. 6 декабря 1842 года был удостоен звания генерала, состоящего при Особе Его Величества.
Скончался в Петербурге 1 октября (по другим данным — 23 сентября) 1844 года, похоронен в имении жены в Орловской губернии.
Был женат на Екатерине Николаевне Львовой, внучке А. И. Львова. В 1828 году единственный сын его, Александр Петрович, в чине полковника умер от ран, полученных при Варне, почему было высочайше разрешено графу Якову Ивановичу Стенбок-Фермор, женатому на единственной дочери Петра Кирилловича, фрейлине Александре Петровне, принять фамилию тестя и именоваться Эссен-Стенбок-Фермор.

## Послужной список
В службе:
- 23 мая (3 июня) 1777 года — вахмистром, в Лейб-Кирасирском полку;
- 1 (12) марта 1790 года — подпрапорщиком, с переводом в Павловский батальон;
- 1 (12) января 1793 года — подпоручиком, имея от роду девятнадцать лет;
- 22 марта (2 апреля) 1793 года — поручиком;
- 15 (26) сентября 1793 года — капитаном;
- 3 (14) сентября 1795 года — секунд-майором, в том же батальоне;
- 9 (20) ноября 1796 года — подполковником, с переводом в л.-гв. Измайловский полк;
- 28 декабря 1796 (8 января 1797) года — полковником, в том же полку;
- 14 (25) февраля 1798 года — генерал-майором, с назначением шефом мушкетёрского имени своего полка (впоследствии Выборгский пехотный);
- 26 января (6 февраля) 1800 года — генерал-лейтенантом, в том же полку;
- 18 (30) августа 1800 года — Выборгским военным губернатором, инспектором Финляндской инспекции и шефом гарнизонного полка бывшего князя Горчакова;
- 4 (16) февраля 1802 года — шефом Выборгского пехотного полка;
- 5 (17) марта 1802 года — шефом Шлиссельбургского пехотного полка;
- 5 (17) марта 1806 года — начальником 8-й пехотной дивизии;
- 17 (29) декабря 1815 года — начальником 27-й пехотной дивизии;
- 9 (21) апреля 1816 года — начальником 4-й пехотной дивизии;
- 27 ноября (9 декабря) 1816 года — отчислен состоять по армии;
- 19 (31) января 1817 года — назначен Оренбургским военным губернатором, командиром отдельного Оренбургского корпуса и управляющим гражданской частью и пограничным краем;
- 1 (13) января 1819 года — генералом от инфантерии, в Оренбургском отдельном корпусе;
- 7 (19) февраля 1830 года — С.-Петербургским военным генерал-губернатором и управляющим гражданской частью;
- 18 (30) апреля 1830 года — членом Государственного совета;
- 2 (14) декабря 1842 года — уволен от должности генерал-губернатора.

В походах был:
- 1791 год — в кампании на Балтийском море;
- 28 января (8 февраля) 1798 года — награждён орденом Св. Анны 3 ст.;
- 15 (26) мая 1798 года — награждён тем же орденом 2 ст. за исправность в полку;
- с 11 (22) мая 1799 года — был в Швейцарии;
- 28 августа (8 сентября) 1799 года — в сражении с французами под д. Воллисгофен, атаковал их, разбил и прогнал с большим уроном, за что, 3 (14) октября 1799 года, награждён орденом Св. Анны 1-й ст.;
- с 20 ноября (2 декабря) 1806 года — был в Пруссии, преследуя в разных местах французов;
- 26 и 27 января (8 февраля) 1807 года — при г. Прейсиш-Эйлау, в сражении с французами, отнял у них два знамени, за что, 8 (20) апреля 1807 года, награждён орденом Св. Георгия 3 кл. и прусским орденом Красного орла[6]; потом преследовал отступавшего неприятеля:
- 24 мая (5 июня) 1807 года — был в сражении у р. Пассарги, близ с. Ломитен, за что, 18 февраля (1 марта) 1808 года, награждён орденом Св. Владимира 2 ст., большого креста;
- 27 мая (8 июня) 1807 года — в сражении у г. Гуттштадта;
- с 14 (26) июня 1808 года — был в Молдавии и Валахии;